# Мати (фільм, 2016)
«Мати» (ест. Ema) — естонська чорна комедія, знята Кадрі Киусааром. Прем'єра стрічки в Естонії відбулась 7 січня 2016 року. Фільм розповідає про Ельзу, яка доглядає за вчителем Лаурі, котрий перебуває в комі внаслідок вогнепального поранення.
Фільм був висунутий Естонією на премію «Оскар» за найкращий фільм іноземною мовою.

## У ролях
- Тійна Мальберг — Ельза / мати
- Андрес Табун — батько
- Андрес Ноормец — Аарне
- Сійм Маатен — Лаурі

## Визнання
| Нагороди та номінації фільму «Мати» | Нагороди та номінації фільму «Мати»    | Нагороди та номінації фільму «Мати»   | Нагороди та номінації фільму «Мати» | Нагороди та номінації фільму «Мати» | Нагороди та номінації фільму «Мати» |
| Рік                                 | Кінопремія / Кінофестиваль             | Категорія / Нагорода                  | Номінант                            | Результат                           |                                     |
| ----------------------------------- | -------------------------------------- | ------------------------------------- | ----------------------------------- | ----------------------------------- | ----------------------------------- |
| 2016                                | Кінофестиваль Кіцбюель                 | Найкращий фільм                       | «Мати»                              | Перемога                            |                                     |
| 2016                                | Трайбекський міжнародний кінофестиваль | Найкращий фільм (Міжнародний конкурс) | «Мати»                              | Номінація                           |                                     |